# (15007) Edoardopozio
(15007) Edoardopozio est un astéroïde de la ceinture principale.

## Description
(15007) Edoardopozio est un astéroïde de la ceinture principale. Il fut découvert le 5 juillet 1998 à Colleverde par Vincenzo Silvano Casulli. Il présente une orbite caractérisée par un demi-grand axe de 2,58 UA, une excentricité de 0,18 et une inclinaison de 9,2° par rapport à l'écliptique.

## Compléments